# Francia ai Giochi della XV Olimpiade
La Francia ha partecipato ai Giochi della XV Olimpiade, svoltisi ad Helsinki, dal 19 luglio al 3 agosto 1952,  
con una delegazione di 245 atleti, di cui 31 donne, impegnati in 18 discipline, aggiudicandosi 6 medaglie d'oro, 6 d'argento e 6 di bronzo.

## Medagliere

### Per discipline
| Sport            | Oro | Argento | Bronzo | Totale |
| ---------------- | --- | ------- | ------ | ------ |
| Scherma          | 2   | 0       | 1      | 3      |
| Equitazione      | 1   | 1       | 1      | 3      |
| Nuoto            | 1   | 1       | 1      | 3      |
| Canottaggio      | 1   | 1       | 0      | 2      |
| Canoa/kayak      | 1   | 0       | 1      | 2      |
| Atletica leggera | 0   | 2       | 0      | 2      |
| Tuffi            | 0   | 1       | 0      | 1      |
| Ciclismo         | 0   | 0       | 1      | 1      |
| Pugilato         | 0   | 0       | 1      | 1      |
| Totale           | 6   | 6       | 6      | 18     |

### Medaglie
| Medaglia | Atleta                                                                                           | Sport            | Evento                                      |
| -------- | ------------------------------------------------------------------------------------------------ | ---------------- | ------------------------------------------- |
| Oro      | Georges Turlier Jean Laudet                                                                      | Canoa/kayak      | C2 10000 metri maschile                     |
| Oro      | Raymond Salles Gaston Mercier Tim: Bernard Malivoire                                             | Canottaggio      | Due con maschile                            |
| Oro      | Pierre Jonquères d'Oriola                                                                        | Equitazione      | Salto ostacoli individuale                  |
| Oro      | Jean Boiteux                                                                                     | Nuoto            | 400 metri stile libero maschili             |
| Oro      | Christian d'Oriola                                                                               | Scherma          | Fioretto individuale maschile               |
| Oro      | Claude Netter Jéhan Buhan Jacques Lataste Jacques Noël Christian d'Oriola Adrien Rommel          | Scherma          | Fioretto a squadre maschile                 |
| Argento  | Alain Mimoun                                                                                     | Atletica leggera | 5000 metri piani                            |
| Argento  | Alain Mimoun                                                                                     | Atletica leggera | 10000 metri piani                           |
| Argento  | Pierre Blondiaux Jean-Jacques Guissart Marc Bouissou Roger Gautier                               | Canottaggio      | Quattro senza maschile                      |
| Argento  | Guy Lefrant                                                                                      | Equitazione      | Concorso completo individuale               |
| Argento  | Gilbert Bozon                                                                                    | Nuoto            | 100 metri dorso maschili                    |
| Argento  | Mady Moreau                                                                                      | Tuffi            | Trampolino femminile                        |
| Bronzo   | Louis Gantois                                                                                    | Canoa/kayak      | K1 1000 metri maschile                      |
| Bronzo   | Jacques Anquetil Alfred Tonello Claude Rouer                                                     | Ciclismo         | Corsa a squadre                             |
| Bronzo   | André Jousseaume                                                                                 | Equitazione      | Dressage individuale                        |
| Bronzo   | Joseph Bernardo Aldo Eminente Alex Jany Jean Boiteux                                             | Nuoto            | Staffetta 4x200 metri stile libero maschile |
| Bronzo   | Joseph Ventaja                                                                                   | Pugilato         | Pesi piuma                                  |
| Bronzo   | Jacques Lefèvre Jean Laroyenne Maurice Piot Jean Levavasseur Bernard Morel Jean-François Tournon | Scherma          | Sciabola a squadre maschile                 |

## Risultati

### Calcio
| Atleta | Classifica |                    |
| --- | --- | ------------------ |
| V · D · M Nazionale olimpica francese · Calcio ai Giochi Olimpici Estivi 1952 1 Druart · 2 Oliver · 3 Ibáñez · 4 Zitoune · 5 Eloy · 6 Colliot · 7 Brauchel · 8 Astresses · 9 Bliard · 10 Bochard · 11 Barreau · 12 Persillon · 13 Lefèvre · 14 Bohée · 15 Demaria · 16 Leblond · 17 Carrier · 18 Deprez · CT : commissione tecnica | 17° |                    |
| Nazionale olimpica francese · Calcio ai Giochi Olimpici Estivi 1952 | |                    |
| 1 Druart · 2 Oliver · 3 Ibáñez · 4 Zitoune · 5 Eloy · 6 Colliot · 7 Brauchel · 8 Astresses · 9 Bliard · 10 Bochard · 11 Barreau · 12 Persillon · 13 Lefèvre · 14 Bohée · 15 Demaria · 16 Leblond · 17 Carrier · 18 Deprez · CT: commissione tecnica                                                                                | 1 Druart · 2 Oliver · 3 Ibáñez · 4 Zitoune · 5 Eloy · 6 Colliot · 7 Brauchel · 8 Astresses · 9 Bliard · 10 Bochard · 11 Barreau · 12 Persillon · 13 Lefèvre · 14 Bohée · 15 Demaria · 16 Leblond · 17 Carrier · 18 Deprez · CT: commissione tecnica | Francia (bandiera) |

### Pallacanestro
| Atleta | Classifica |
| --- | ---------- |
| V · D · M Nazionale francese - Pallacanestro ai Giochi della XV Olimpiade 3 Haudegand · 4 Planque · 5 Monclar · 6 Chocat · 7 Perniceni · 8 Devoti · 9 Guillin · 10 Crost · 11 Dessemme · 12 Buffière · 13 Vacheresse · 14 Chavet · 15 Salignon · 16 Beugnot · All. Robert Busnel | 8°         |
| Nazionale francese - Pallacanestro ai Giochi della XV Olimpiade |            |
| 3 Haudegand · 4 Planque · 5 Monclar · 6 Chocat · 7 Perniceni · 8 Devoti · 9 Guillin · 10 Crost · 11 Dessemme · 12 Buffière · 13 Vacheresse · 14 Chavet · 15 Salignon · 16 Beugnot · All. Robert Busnel                                                                           |            |